# AB Damm

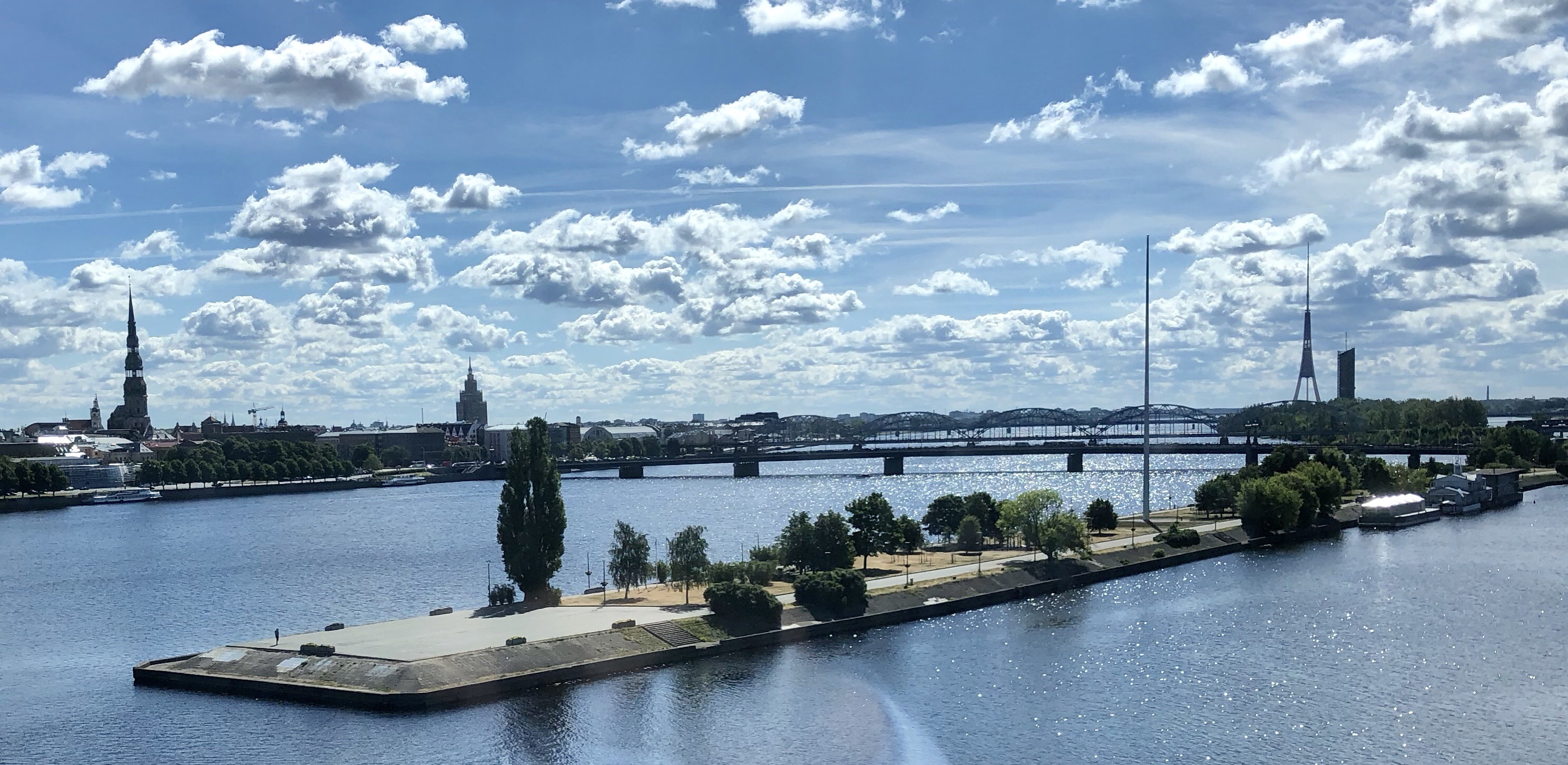
AB Damm, Blick von Nordwesten vom Gebäude Saules Akmens

Der AB Damm (lettisch AB dambis) ist ein Damm mit gleichnamiger Straße in der lettischen Hauptstadt Riga.
Er liegt am linken, westlichen Ufer der Düna. Nördlich und westlich des AB Damms befindet sich der Flussarm Sund. Der AB Damm führt somit in Form einer Halbinsel aus dem Großen Klüversholmen nach Norden zwischen Düna und Sund. Nördlich liegt die Insel Kiepenholm. 
Der Damm entstand in den Jahren 1886/1887 mit einer Länge von 745 Metern und einer Breite von 42,6 Metern. Andere Angaben nennen eine Anfangslänge von 1058 Metern. Er diente einerseits der Befestigung des Flussufers der Düna und andererseits bis zur Sprengung durch deutsche Truppen im Jahr 1944 als Hafen. Zunächst war er aus Holzpfahlreihen errichtet, die mit Steinen verfüllt waren. Später wurde er dann mit Stahlbeton umgebaut. In den 1950er Jahren erhielt er seine heutige Gestalt.
Auf der Westseite des AB Damms, an der Adresse AB Damm 2, liegt auf schwimmenden Pontons das Kunstprojekt Noass.